# Homiletika
Homiletika neboli kazatelství je nauka o kázání (o tom, jak správně kázat, tj. sestavovat a přednášet homilie). Homiletické výklady Tóry obsahují už židovské midraše systematicky zaznamenávané od 1. století př. n. l. do Mišny. V rámci křesťanství vzniklo kazatelství pro šíření Ježíšova evangelia a nejvíce se rozšířilo v časech velké náboženské krize 16. století.

## Dějiny literatury
V dějinách literatury je významná zejména barokní homiletika (barokní kazatelství).